# République dominicaine aux Jeux olympiques
La République dominicaine a participé à 15 Jeux d'été et à aucun Jeux d'hiver. Le pays a gagné 4 médailles d'or, 5 médailles d'argent et 6 médailles de bronze depuis 1964.